# Municipio de Mount Pleasant (condado de Searcy)
El municipio de Mount Pleasant (en inglés: Mount Pleasant Township) es un municipio ubicado en el condado de Searcy en el estado estadounidense de Arkansas. En el año 2010 tenía una población de 465 habitantes y una densidad poblacional de 1,65 personas por km².

## Geografía
El municipio de Mount Pleasant se encuentra ubicado en las coordenadas 35°47′22″N 92°50′34″O / 35.78944, -92.84278. Según la Oficina del Censo de los Estados Unidos, el municipio tiene una superficie total de 282.3 km², de la cual 281,66 km² corresponden a tierra firme y (0,23 %) 0,64 km² es agua.

## Demografía
Según el censo de 2010, había 465 personas residiendo en el municipio de Mount Pleasant. La densidad de población era de 1,65 hab./km². De los 465 habitantes, el municipio de Mount Pleasant estaba compuesto por el 95,91 % blancos, el 0,86 % eran amerindios, el 0,22 % eran asiáticos, el 1,08 % eran de otras razas y el 1,94 % eran de una mezcla de razas. Del total de la población el 1,72 % eran hispanos o latinos de cualquier raza.